# Louin
Louin és un municipi francès situat al departament de Deux-Sèvres i a la regió de la Nova Aquitània. L'any 2007 tenia 741 habitants.

## Demografia

### Població
El 2007 la població de fet de Louin era de 741 persones. Hi havia 327 famílies de les quals 94 eren unipersonals (35 homes vivint sols i 59 dones vivint soles), 118 parelles sense fills, 99 parelles amb fills i 16 famílies monoparentals amb fills.
La població ha evolucionat segons el següent gràfic:
Habitants censats

### Habitatges
El 2007 hi havia 422 habitatges, 325 eren l'habitatge principal de la família, 59 eren segones residències i 37 estaven desocupats. 416 eren cases i 4 eren apartaments. Dels 325 habitatges principals, 288 estaven ocupats pels seus propietaris, 32 estaven llogats i ocupats pels llogaters i 6 estaven cedits a títol gratuït; 24 tenien dues cambres, 36 en tenien tres, 102 en tenien quatre i 163 en tenien cinc o més. 244 habitatges disposaven pel capbaix d'una plaça de pàrquing. A 143 habitatges hi havia un automòbil i a 152 n'hi havia dos o més.

### Piràmide de població
La piràmide de població per edats i sexe el 2009 era:
| Homes | Edats   | Dones |
| ----- | ------- | ----- |
| 0     | 95 o +  | 0     |
| 0     | 90 a 94 | 8     |
| 12    | 85 a 89 | 4     |
| 8     | 80 a 84 | 12    |
| 24    | 75 a 79 | 24    |
| 28    | 70 a 74 | 32    |
| 16    | 65 a 69 | 28    |
| 12    | 60 a 64 | 20    |
| 12    | 55 a 59 | 4     |
| 44    | 50 a 54 | 40    |
| 32    | 45 a 49 | 36    |
| 36    | 40 a 44 | 36    |
| 28    | 35 a 39 | 20    |
| 8     | 30 a 34 | 8     |
| 20    | 25 a 29 | 12    |
| 20    | 20 a 24 | 16    |
| 36    | 15 a 19 | 28    |
| 8     | 10 a 14 | 20    |
| 12    | 5 a 9   | 8     |
| 8     | 0 a 4   | 12    |

## Economia
El 2007 la població en edat de treballar era de 439 persones, 324 eren actives i 115 eren inactives. De les 324 persones actives 299 estaven ocupades (160 homes i 139 dones) i 26 estaven aturades (8 homes i 18 dones). De les 115 persones inactives 59 estaven jubilades, 22 estaven estudiant i 34 estaven classificades com a «altres inactius».

### Ingressos
El 2009 a Louin hi havia 330 unitats fiscals que integraven 769 persones, la mediana anual d'ingressos fiscals per persona era de 15.696 €.

### Activitats econòmiques
Dels 17 establiments que hi havia el 2007, 5 eren d'empreses de fabricació d'altres productes industrials, 6 d'empreses de construcció, 1 d'una empresa de comerç i reparació d'automòbils, 1 d'una empresa de transport, 1 d'una empresa d'hostatgeria i restauració, 1 d'una empresa financera, 1 d'una empresa de serveis i 1 d'una entitat de l'administració pública.
Dels 6 establiments de servei als particulars que hi havia el 2009, 2 eren paletes, 1 guixaire pintor, 1 fusteria, 1 lampisteria i 1 electricista.
L'any 2000 a Louin hi havia 34 explotacions agrícoles que ocupaven un total de 1.513 hectàrees.

## Equipaments sanitaris i escolars
El 2009 hi havia una escola elemental integrada dins d'un grup escolar amb les comunes properes formant una escola dispersa.

## Poblacions més properes
El següent diagrama mostra les poblacions més properes.